# Prosopium gemmifer
Prosopium gemmifer es una especie de pez de la familia salmónidos en el orden de los Salmoniformes.

## Morfología
Los machos pueden llegar alcanzar los 22 cm de longitud total.

## Hábitat
Es un pez de agua dulce, de clima templado y pelágico. Cuando el agua se calienta, desciende a la profundidad buscando agua más fría.

## Distribución geográfica
Se encuentra en América del Norte: es una especie de peces endémica del lago Bear (sureste de Idaho y norte de Utah, Estados Unidos).

## Observaciones
Es inofensivo para los humanos.